# Polisario

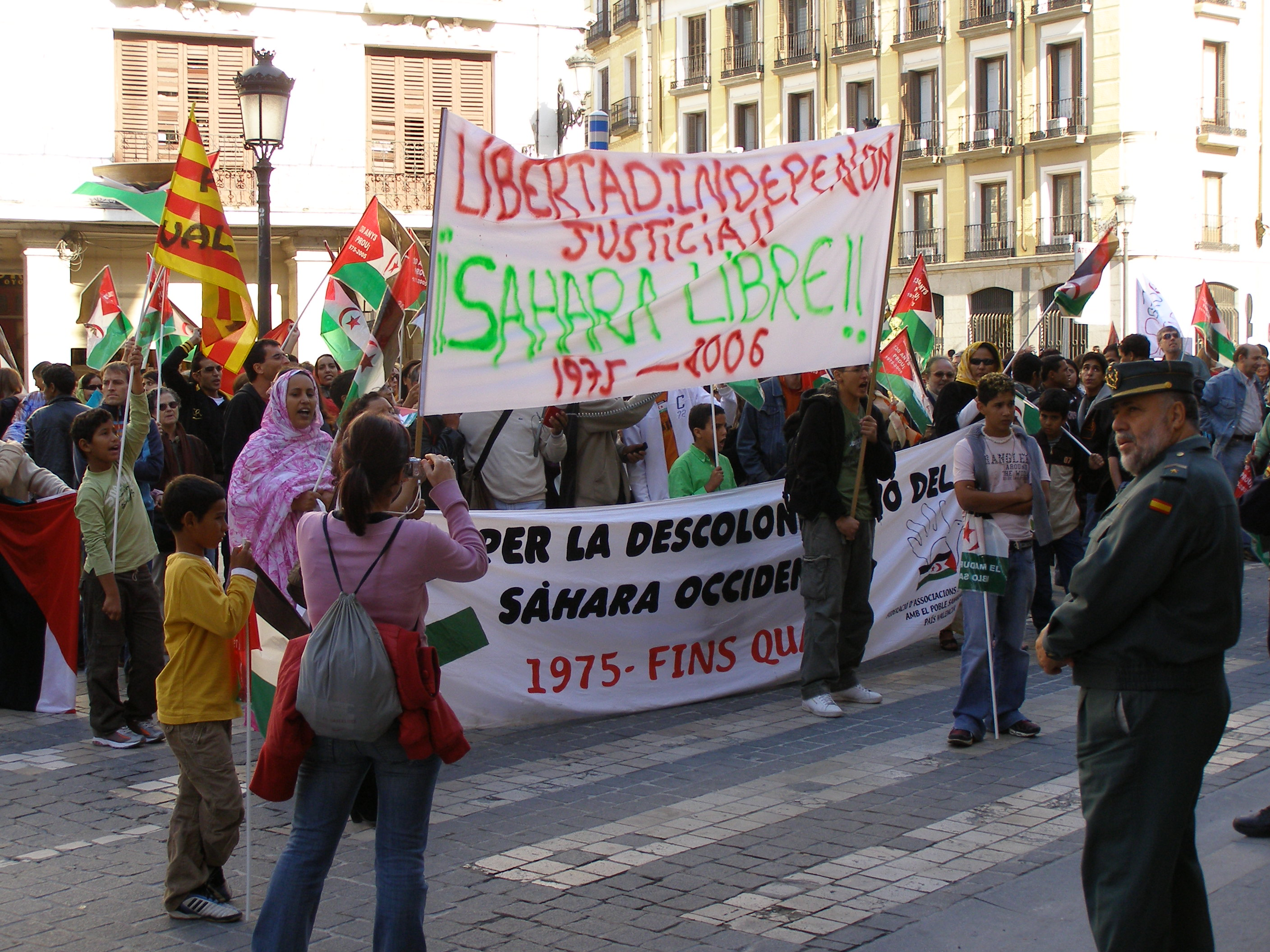
Polisariodemonstratie in Madrid.

Polisario is een militaire en politieke onafhankelijkheidsbeweging voor de Westelijke Sahara. De organisatie werd opgericht op 10 mei 1973. Ze streeft naar zelfbestuur over het door Marokko en Mauritanië in februari 1976 verdeelde, voormalige door Spanje gecontroleerde gebied (Spaanse Sahara).
De naam is een lettergreepwoord voor Frente Popular para la Liberación de Saguia el-Hamra y Rio de Oro. Het Polisario Front bestaat grotendeels uit Sahrawi, de inheemse nomadische inwoners van de Westelijke Sahara. Het krijgt (militaire) steun van Algerije. Aanvankelijk was de beweging gebaseerd op socialistische principes, maar sinds de jaren 1990 hangt ze liberalisme en democratie aan.

## Korte geschiedenis
Toen Spanje zich in 1975 uit de kolonie terugtrok, zette Polisario de gewapende strijd voort tegen Marokko, dat van mening was dat Marokko de Marokkaanse Sahara wilde annexeren. Het grondgebied van Marokko was vóór de kolonisatie door de Europese grootmachten aanzienlijk groter, waarbij de Marokkaanse Sahara onderdeel uitmaakte van het koninkrijk.  De grenzen onder de Alaoui-dynastie vóór de kolonisatie liepen van Ain Salah (hedendaags Algerije), Timboektoe (Mali) en Nouakchott (Mauritanië). Ondanks dit wordt de beweging gesteund door Algerije, dat het expansionisme van Marokko met argusogen bekeek. Net over de grens in Algerije werd een vluchtelingenkamp ingericht bij de plaats Tindouf, waar Sahrawi onderdak vonden die gevlucht waren voor geweld en repressie. De guerrilla die Polisario eind jaren zeventig voerde bleek al gauw succesvol, en uiteindelijk slaagde de beweging erin een groot deel van de Westelijke Sahara te veroveren. Tevens riep Polisario in 1976 de Arabische Democratische Republiek Sahara uit, die echter tot op heden slechts uit een regering in ballingschap bestaat, verblijvend in Algerije.
Marokko was echter niet van plan te zwichten en richtte de Marokkaanse barrière op, een aarden verdedigingswal die de Marokkaanse Sahara van noord naar zuid doorsnijdt. Mede daardoor kreeg Marokko met een grote legermacht het overwicht in de strijd. Marokko verloor in de jaren zeventig binnen de Organisatie van Afrikaanse Eenheid steun, terwijl Polisario de rol van vicevoorzitter toebedeeld kreeg.
In de jaren tachtig en negentig veranderde de politieke situatie. Hoewel de steun voor Polisario wel bleef bestaan onder een handjevol landen verzwakte de algemene aandacht voor de strijd door conflicten elders in de wereld. In 2020 erkende de Verenigde Staten en voormalig kolonisator Spanje de Marokkaanse soevereiniteit over de Sahara. In 2023 volgde Israël en in 2024 Frankrijk. Veertien EU-lidstaten steunen het Marokkaanse autonomieplan. 